# Metachrostis melabela
Metachrostis melabela là một loài bướm đêm trong họ Erebidae.